# Woodhull, New York
Woodhull är en kommun (town) i Steuben County i delstaten New York. Vid 2020 års folkräkning hade Woodhull 1 665 invånare.